# 砵仔糕

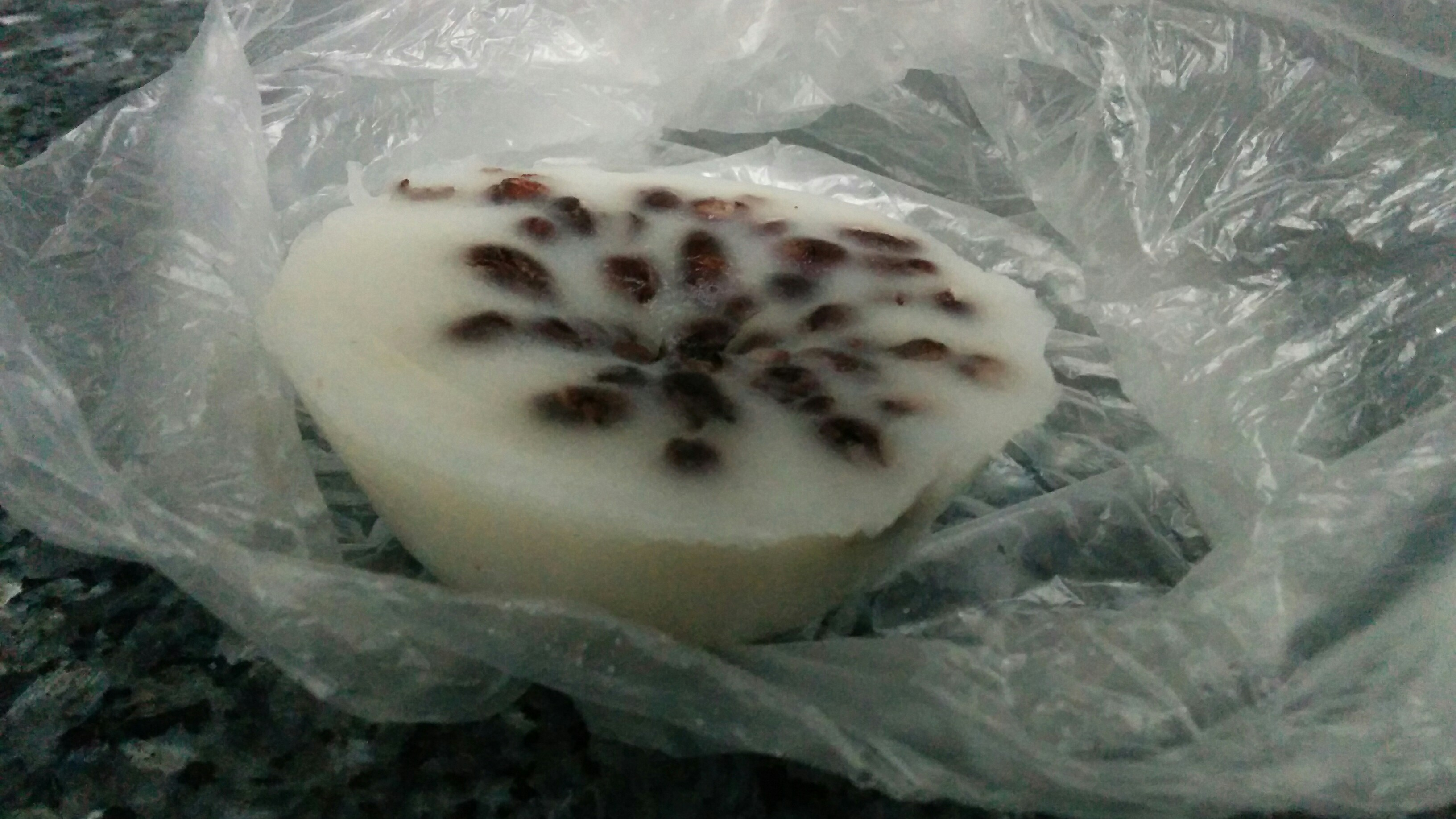
白砵仔糕。白砂糖を使ったので白い。

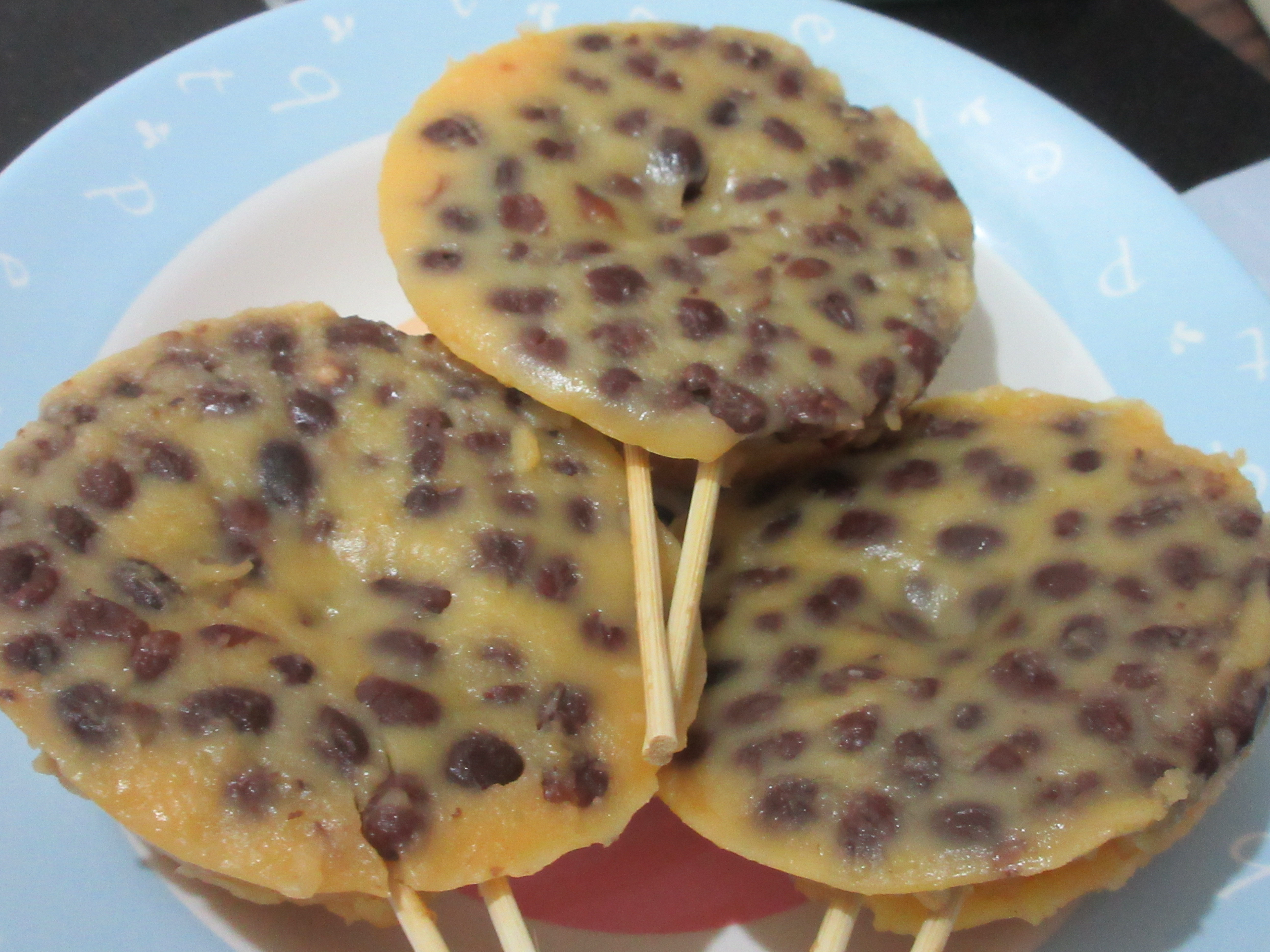
茶色砵仔糕。

砵仔糕（プッチャイコー、「缽仔糕」とも、英語:Put chai ko）は、香港で有名な菓子である。
プディングケーキの一種で手のひら程度の大きさであり、甘い味がする。軟らかいが、ボウルや小さい容器に流し込んだ形状で提供される。
ケーキは、蒸した砂糖とその他の材料によって様々な形態で作られる。ういろう（外郎）に似る。

## 料理名
砵仔糕には、多くの英語名の料理で知られている。例えば、Put chai pudding, Earthen bowl cake, Bootjaigo, Red bean pudding, Bood chai koが挙げられるが、最も非公式であるが、直訳した物としてSticky rice puddingがある。

## 歴史
砵仔糕は、他の伝統的な広東料理の蒸しケーキと似た製法で作られる。発祥は、香港より140 km西にある中国大陸の台山市であると言われている。砵仔糕は1980年代半ばに人気絶頂となり、露天商が道路一面に荷車を引いて砵仔糕を売っていた。当時は、味もほんのちょっとしかなかった。この料理の文化的な特徴の1つに、磁器のボウルかアルミニウムのカップで提供される事が挙げられる。
今日では、砵仔糕は中華風ベーカリー、喫茶店、露天商などで味わう事が出来る。そして、アイスキャンデーのように2本の竹で出来たスティックに巻き付けて提供される事も多くなってきている。

## 味の種類
伝統的に香港で売られている砵仔糕の味は、以下のような物がある。
- プレーン(蒸した砂糖そのままの物)
- ブラウン・シュガー
- アズキ(プレーンにアズキ豆を入れた物)
- ササゲ(ブラウン・シュガーにササゲ豆を入れた物)